# (10593) Susannesandra
(10593) Susannesandra est un astéroïde de la ceinture principale.

## Description
(10593) Susannesandra est un astéroïde de la ceinture principale. Il fut découvert le 25 août 1996 à l'observatoire météorologique de King City, en Ontario (Canada), par Robert G. Sandness. Il présente une orbite caractérisée par un demi-grand axe de 3,13 UA, une excentricité de 0,21 et une inclinaison de 2,1° par rapport à l'écliptique.